# Paul Nguyễn Văn Hoà
Paul Nguyên Van Hòa (Bôi Kênh, 20 de julho de 1931 - 14 de fevereiro de 2017) foi um clérigo vietnamita e bispo católico romano de Nha Trang.
Seu nome combina a tradição de nomenclatura ocidental (Paul como primeiro nome antes do sobrenome Nguyên) com vietnamita (Van Hòa como nome pessoal vem depois do sobrenome).
Depois de frequentar um seminário teológico, foi ordenado sacerdote em 20 de dezembro de 1959 pelo cardeal Grégoire-Pierre Agagianian.
Depois de uma década e meia no cuidado pastoral, foi em 30 de janeiro de 1975 pelo Papa Paulo VI nomeado bispo de Phan Thiết. Em 5 de abril do mesmo ano, o bispo de Ban Mê Thuột, Pierre Nguyên Huy Mai, o consagrou bispo. O último bispo de Ban Mê Thuột, Joseph Trinh Chinh Truc, trabalhou como presbítero assistente. Apenas três semanas após sua ordenação episcopal, foi nomeado Bispo de Nha Trang.
De 2001 a 2007, Van Hòa foi presidente da Conferência Episcopal Vietnamita. Em uma declaração, ele reclamou que em seu país a elegibilidade para o pré-sacerdócio envolve anos e, em alguns casos, décadas de períodos de espera.
Papa Bento XVI aceitou sua aposentadoria por idade em 4 de dezembro de 2009 e nomeou Joseph Võ Đức Minh como seu sucessor.
Como sacerdote, Van Hòa fez parte da delegação vietnamita à IV Assembléia da Paz Cristã em Praga em 1971, organizada pela Conferência da Paz Cristã (CFC). O Bispo Van Hòa reconheceu o CFK, que foi apropriado pelos regimes dos Estados socialistas para a sua política e propaganda anti-igreja, como uma contribuição por ter lançado as bases para o futuro da Igreja Católica no Vietname socialista.